# Mnogocvjetni Salamunov pečat
Mnogocvjetni Salamunov pečat (zmijino mliko, mnogocvjetna pokosnica, zaliz, mnogocvjetna stojka; lat. Polygonatum multiflorum),  ljekovita trajnica iz porodice šparogovki. Raširena je po velikim dijelovima Europe, uključujući i Hrvatsku.
- Biljka
- Biljka
- Cvjetovi
- Cvjetovi